# Merlan
Merlangius merlangus, cunoscut în mod obișnuit sub numele de merlan sau bacaliar, este un important pește comestibil din estul Oceanului Atlantic de Nord și în nordul Mediteranei, vestul Mării Baltice și Marea Neagră. În țările anglofone din afara zonei naturale a merlanului, denumirea de „merlan” (în engleză: whiting) a fost aplicată mai multor alte specii de pești.

## Descriere
Merlangius merlangus are trei înotătoare dorsale cu un total de 30 până la 40 de raze moi și două înotătoare anale cu 30 până la 35 de raze moi. Corpul este lung, iar capul mic, iar mustățile din bărbie, dacă există, sunt foarte mici. Acest pește poate atinge o lungime maximă de aproximativ 70 de centimetri. Culoarea poate fi brun-gălbuie, verzuie sau albastru închis, flancurile gri-gălbui sau albe, iar burtica argintie. Există o pată neagră distinctivă în apropierea bazei fiecărei înotătoare pectorale.

## Distribuție și habitat
Merlanul este originar din nord-estul Oceanului Atlantic. Arealul lor se întinde din la sud-estul Mării Barents și Islanda până în Scandinavia, Marea Baltică, Marea Nordului, Portugalia, Marea Neagră, Marea Egee, Marea Adriatică și părți din Marea Mediterană. Aceștia se găsesc pe funduri mărine cu nisip, noroi și pietriș, la adâncimi de până la aproximativ 100 metri (330 ft; 55 fathomi).
În 2014, starea lor de conservare a fost clasificată ca vulnerabilă în Marea Baltică.

## Utilizări
Până la sfârșitul secolului al XX-lea, merlanul era un pește ieftin, considerat hrană pentru săraci sau pentru animale de companie. Declinul general al stocurilor de pește înseamnă că este acum mai apreciat. În tările anglofone, ceilalți pești cărora li s-a dat numele de merlan sunt în mare parte și pești comestibili. Mai multe specii din familia Aplodinotus sau Sciaenidae sunt numite și merlan, printre care și Menticirrhus saxatilis. Merlanul a fost folosit ca punct de intrigă secundară și Mise-en-scène⁠(d) în serialul de televiziune polițist The Wire.

## Paraziți
Merlanul și alte specii înrudite de Gadidae sunt afectate de paraziți. Acestea includ viermele de cod (Lernaeocera branchialis), un crustaceu copepod care se agață de branhii sau de pește și se metamorfozează într-un corp rotunjit, sinusoidal, asemănător viermilor, cu o masă spiralată de șiruri de ouă în partea din spate.